# An Quý
An Quý là một xã thuộc huyện Quỳnh Phụ, tỉnh Thái Bình, Việt Nam.
Xã An Quý có diện tích 4,62 km², dân số năm 1999 là 4375 người, mật độ dân số đạt 947 người/km².
Xã có 6 thôn là: Mỹ, Sài, Mai Trang, Lai Ổn, Đông Hải và Đồng Ấu